# 믹스매시 레코드
믹스매시 레코드(영어: Mixmash Records)는 네덜란드의 프로듀서인 레이드백 루크가 창립한 음반사이다.